# Несовместимость (ботаника)
Несовместимость (в ботанике) — контролируемая генетическими факторами неспособность пыльцевых трубок прорастать в столбике и совершать оплодотворение.
Различают гаметофитную, спорофитную и гетероморфную несовместимость.